# Spilogona almqvistii
Spilogona almqvistii este o specie de muște din genul Spilogona, familia Muscidae. A fost descrisă pentru prima dată de Holmgren în anul 1880. Conform Catalogue of Life specia Spilogona almqvistii nu are subspecii cunoscute.